# William H. Webster
William Hedgcock Webster (Saint Louis, 6 marzo 1924 – Warrenton, 8 agosto 2025) è stato un militare, funzionario e giurista statunitense.
Ricoprì la carica di direttore dell'FBI dal 1978 al 1987 e di direttore della CIA dal 1987 al 1991.

## Biografia

### Carriera
William Webster nacque a Saint Louis, nel Missouri, il 6 marzo 1924. Già a 19 anni servì come tenente di vascello per la United States Navy durante la seconda guerra mondiale. Ottenne un bachelor of arts nel 1947 presso l'Amherst College, oltre a laurearsi in giurisprudenza all'Università di Saint Louis. Ritornò nuovamente in marina durante la guerra di Corea per poi abbandonare definitivamente la carriera militare dopo due anni. Dal 1960 al 1961 fu procuratore per il distretto orientale del Missouri. Nel 1973 fu nominato dal presidente degli Stati Uniti Richard Nixon ad un seggio presso la Corte d'Appello degli Stati Uniti per l'8º circuito lasciato libero dal giudice Marion Charles Matthes. Mantenne la sua carica fino al 1978.
Nel 1978 fu nominato dal presidente Jimmy Carter come direttore dell'FBI, rimanendovi in carica fino al 1987, quando Ronald Reagan lo nominò a nuovo direttore della CIA. Rimase in carica fino al 1991, quando decise di ritirarsi dalle cariche istituzionali per tornare a praticare l'attività di avvocato a Washington.

### Vita personale
Si sposò nel 1950 con Drusilla Lane dalla quale ebbe tre figli. Rimasto vedovo nel 1984, si risposò nel 1990 con Lynda Clugston.